# Парламентские выборы во Франции (1820)
Парламентские выборы во Франции 1820 года проходили 4 и 13 ноября. Избирательным правом обладали только налогоплательщики. В первом туре все участвовали в избрании 3/5 депутатского состава. Во втором туре остальные 2/5 парламента избирались теми, кто платил более высокие налоги.

## Результаты
| Партия                  | Места |
| ----------------------- | ----- |
| Доктринёры              | 194   |
| Ультрароялисты / правые | 160   |
| Либералы / левые        | 80    |
| Всего                   | 434   |